# Dirphia lapaziana
Dirphia lapaziana is een vlinder uit de onderfamilie Hemileucinae van de familie nachtpauwogen (Saturniidae).
De wetenschappelijke naam van de soort is voor het eerst geldig gepubliceerd door Ronald Brechlin & Frank Meister in 2011.

## Type
- holotype: "male, IX-X.2008. leg. Ronald Brechlin. Barcode: BC-RBP-4578"
- instituut: MWM, München, later ondergebracht in de ZSM, München, Duitsland
- typelocatie: "Bolivia, N Yungas, La Paz Dept., road Caranavi-Coroico, ca. 100 km. NE La Paz, ca. 16.2°S, 67.6°W, 1000-1800 m"